# 小行星16046
小行星16046（16046 Gregnorman）是一颗绕太阳运转的小行星，为主小行星带小行星。该小行星于1999年5月5日发现。

## 轨道参数
小行星16046的轨道半长轴为3.0562677 UA，离心率为0.119。